# Volta a Suïssa 2021
La Volta a Suïssa 2021 fou la 84a edició de la Volta a Suïssa, una competició ciclista per etapes que es disputà per les carreteres de Suïssa entre el 6 i el 13 de juny de 2021. El seu recorregut fou de 1.025,04 km distribuïts en 9 etapes, amb inici a Frauenfeld, amb una contrarellotge individual, i final a Andermatt. La cursa formava part de l'UCI World Tour 2021.
El vencedor final fou l'equatorià Richard Carapaz (Ineos Grenadiers), que fou acompanyat al podi per Rigoberto Urán (EF Education-Nippo) i Jakob Fuglsang (Astana-Premier Tech), segon i tercer respectivament. En les classificacions secundàries Stefan Bissegger (EF Education-Nippo)guanyà la classificació per punts, Michael Woods (Israel Start-Up Nation) la de la muntanya, Edward Dunbar (Ineos Grenadiers) la dels joves i el Team Jumbo-Visma fou el millor equip.

## Equips participants
En la Volta a Suïssa, en tant, que prova World Tour, hi participen els 19 equips World Tour. A banda, l'organització va convidar a tres equips UCI ProTeams i la selecció nacional suïssa.
| WorldTeams (19)- AG2R Citroën Team - Astana-Premier Tech - Bahrain Victorious - Bora-Hansgrohe - Cofidis - Deceuninck-Quick Step - EF Education-Nippo - Groupama-FDJ - Ineos Grenadiers - Intermarché-Wanty-Gobert Matériaux - Israel Start-Up Nation - Jumbo-Visma - Lotto Soudal - Movistar Team - Team BikeExchange - Team DSM - Qhubeka Assos - Trek-Segafredo - UAE Team Emirates ProTeams (3)- Alpecin-Fenix - Rally Cycling - Total Direct Énergie Equip nacional- Suïssa |
| |

## Etapes
| Etapa    | Data       | Ciutats d'etapa                 | type                      | Distància (km) | Desnivell (m) | Vencedor de l'etapa        | Líder de la general        |
| -------- | ---------- | ------------------------------- | ------------------------- | -------------- | ------------- | -------------------------- | -------------------------- |
| 1a etapa | 6 de juny  | Frauenfeld – Frauenfeld         | contrarellotge individual | 10,84          | 36 m          | Stefan Küng                | Stefan Küng                |
| 2a etapa | 7 de juny  | Neuhausen am Rheinfall – Lachen | etapa accidentada         | 173            | 2.375 m       | Mathieu van der Poel       | Stefan Küng                |
| 3a etapa | 8 de juny  | Lachen – Pfaffnau               | etapa accidentada         | 185            | 2.492 m       | Mathieu van der Poel       | Mathieu van der Poel       |
| 4a etapa | 9 de juny  | St. Urban – Gstaad              | etapa accidentada         | 171            | 1.940 m       | Stefan Bissegger           | Mathieu van der Poel       |
| 5a etapa | 10 de juny | Gstaad – Leukerbad              | etapa de muntanya         | 172            | 2.501 m       | Richard Carapaz Montenegro | Richard Carapaz Montenegro |
| 6a etapa | 11 de juny | Andermatt – Disentis/Mustér     | etapa de muntanya         | 130            | 2.715 m       | Andreas Kron               | Richard Carapaz Montenegro |
| 7a etapa | 12 de juny | Disentis/Mustér – Andermatt     | cronoescalada             | 23,2           | 654 m         | Rigoberto Urán             | Richard Carapaz Montenegro |
| 8a etapa | 13 de juny | Andermatt – Andermatt           | etapa de muntanya         | 160            | 3.517 m       | Gino Mäder                 | Richard Carapaz Montenegro |

### 1a etapa
| \| Classificació de l'etapa \| Classificació de l'etapa \| Classificació de l'etapa \| Classificació de l'etapa \| Classificació de l'etapa \| \| Corredor \| Corredor \| Equip \| Temps \| \| \| ------------------------ \| ------------------------ \| ------------------------ \| ------------------------ \| ------------------------ \| \| 1r \| Stefan Küng \| Groupama-FDJ \| 12' 00" \| \| \| 2n \| Stefan Bissegger \| EF Education-Nippo \| + 4" \| \| \| 3r \| Mattia Cattaneo \| Deceuninck-Quick Step \| + 12" \| \| \| 4t \| Thomas Scully \| EF Education-Nippo \| + 15" \| \| \| 5è \| Julian Alaphilippe \| Deceuninck-Quick Step \| + 19" \| \| \| 6è \| Jonas Rutsch \| EF Education-Nippo \| + 22" \| \| \| 7è \| Jannik Steimle \| Deceuninck-Quick Step \| + 22" \| \| \| 8è \| Florian Vermeersch \| Lotto-Soudal \| + 22" \| \| \| 9è \| Søren Kragh Andersen \| Team DSM \| + 22" \| \| \| 10è \| Rohan Dennis \| Ineos Grenadiers \| + 23" \| \| |                      |                       |         |
| |                      |                       |         |
| Font: ProCyclingStats |                      |                       |         |
| Classificació de l'etapa |                      |                       |         |
| Corredor | Corredor             | Equip                 | Temps   |
| 1r | Stefan Küng          | Groupama-FDJ          | 12' 00" |
| 2n | Stefan Bissegger     | EF Education-Nippo    | + 4"    |
| 3r | Mattia Cattaneo      | Deceuninck-Quick Step | + 12"   |
| 4t | Thomas Scully        | EF Education-Nippo    | + 15"   |
| 5è | Julian Alaphilippe   | Deceuninck-Quick Step | + 19"   |
| 6è | Jonas Rutsch         | EF Education-Nippo    | + 22"   |
| 7è | Jannik Steimle       | Deceuninck-Quick Step | + 22"   |
| 8è | Florian Vermeersch   | Lotto-Soudal          | + 22"   |
| 9è | Søren Kragh Andersen | Team DSM              | + 22"   |
| 10è | Rohan Dennis         | Ineos Grenadiers      | + 23"   |

| \| Classificació general \| Classificació general \| Classificació general \| Classificació general \| Classificació general \| \| Corredor \| Corredor \| Equip \| Temps \| \| \| --------------------- \| --------------------- \| --------------------- \| --------------------- \| --------------------- \| \| 1r \| Stefan Küng \| Groupama-FDJ \| 12' 00" \| \| \| 2n \| Stefan Bissegger \| EF Education-Nippo \| + 4" \| \| \| 3r \| Mattia Cattaneo \| Deceuninck-Quick Step \| + 12" \| \| \| 4t \| Thomas Scully \| EF Education-Nippo \| + 15" \| \| \| 5è \| Julian Alaphilippe \| Deceuninck-Quick Step \| + 19" \| \| \| 6è \| Jonas Rutsch \| EF Education-Nippo \| + 22" \| \| \| 7è \| Jannik Steimle \| Deceuninck-Quick Step \| + 22" \| \| \| 8è \| Florian Vermeersch \| Lotto-Soudal \| + 22" \| \| \| 9è \| Søren Kragh Andersen \| Team DSM \| + 22" \| \| \| 10è \| Rohan Dennis \| Ineos Grenadiers \| + 23" \| \| |                      |                       |         |
| |                      |                       |         |
| Font: ProCyclingStats |                      |                       |         |
| Classificació general |                      |                       |         |
| Corredor | Corredor             | Equip                 | Temps   |
| 1r | Stefan Küng          | Groupama-FDJ          | 12' 00" |
| 2n | Stefan Bissegger     | EF Education-Nippo    | + 4"    |
| 3r | Mattia Cattaneo      | Deceuninck-Quick Step | + 12"   |
| 4t | Thomas Scully        | EF Education-Nippo    | + 15"   |
| 5è | Julian Alaphilippe   | Deceuninck-Quick Step | + 19"   |
| 6è | Jonas Rutsch         | EF Education-Nippo    | + 22"   |
| 7è | Jannik Steimle       | Deceuninck-Quick Step | + 22"   |
| 8è | Florian Vermeersch   | Lotto-Soudal          | + 22"   |
| 9è | Søren Kragh Andersen | Team DSM              | + 22"   |
| 10è | Rohan Dennis         | Ineos Grenadiers      | + 23"   |

### 2a etapa
| \| Classificació de l'etapa \| Classificació de l'etapa \| Classificació de l'etapa \| Classificació de l'etapa \| Classificació de l'etapa \| \| Corredor \| Corredor \| Equip \| Temps \| \| \| ------------------------ \| -------------------------- \| ------------------------ \| ------------------------ \| ------------------------ \| \| 1r \| Mathieu van der Poel \| Alpecin-Fenix \| 4h 12' 30" \| \| \| 2n \| Maximilian Schachmann \| Bora-Hansgrohe \| + 1" \| \| \| 3r \| Wout Poels \| Bahrain Victorious \| + 4" \| \| \| 4t \| Iván García Cortina \| Movistar Team \| + 4" \| \| \| 5è \| Marc Hirschi \| UAE Team Emirates \| + 4" \| \| \| 6è \| Richard Carapaz Montenegro \| Ineos Grenadiers \| + 4" \| \| \| 7è \| Michael Woods \| Israel Start-Up Nation \| + 4" \| \| \| 8è \| Julian Alaphilippe \| Deceuninck-Quick Step \| + 4" \| \| \| 9è \| Jakob Fuglsang \| Astana-Premier Tech \| + 4" \| \| \| 10è \| Andreas Kron \| Lotto-Soudal \| + 9" \| \| |                            |                        |            |
| |                            |                        |            |
| Font: ProCyclingStats |                            |                        |            |
| Classificació de l'etapa |                            |                        |            |
| Corredor | Corredor                   | Equip                  | Temps      |
| 1r | Mathieu van der Poel       | Alpecin-Fenix          | 4h 12' 30" |
| 2n | Maximilian Schachmann      | Bora-Hansgrohe         | + 1"       |
| 3r | Wout Poels                 | Bahrain Victorious     | + 4"       |
| 4t | Iván García Cortina        | Movistar Team          | + 4"       |
| 5è | Marc Hirschi               | UAE Team Emirates      | + 4"       |
| 6è | Richard Carapaz Montenegro | Ineos Grenadiers       | + 4"       |
| 7è | Michael Woods              | Israel Start-Up Nation | + 4"       |
| 8è | Julian Alaphilippe         | Deceuninck-Quick Step  | + 4"       |
| 9è | Jakob Fuglsang             | Astana-Premier Tech    | + 4"       |
| 10è | Andreas Kron               | Lotto-Soudal           | + 9"       |

| \| Classificació general \| Classificació general \| Classificació general \| Classificació general \| Classificació general \| \| Corredor \| Corredor \| Equip \| Temps \| \| \| --------------------- \| -------------------------- \| --------------------- \| --------------------- \| --------------------- \| \| 1r \| Stefan Küng \| Groupama-FDJ \| 4h 24' 52" \| \| \| 2n \| Julian Alaphilippe \| Deceuninck-Quick Step \| + 1" \| \| \| 3r \| Maximilian Schachmann \| Bora-Hansgrohe \| + 2" \| \| \| 4t \| Mathieu van der Poel \| Alpecin-Fenix \| + 6" \| \| \| 5è \| Iván García Cortina \| Movistar Team \| + 12" \| \| \| 6è \| Mattia Cattaneo \| Deceuninck-Quick Step \| + 12" \| \| \| 7è \| Richard Carapaz Montenegro \| Ineos Grenadiers \| + 13" \| \| \| 8è \| Neilson Powless \| EF Education-Nippo \| + 25" \| \| \| 9è \| Gino Mäder \| Bahrain Victorious \| + 30" \| \| \| 10è \| Andreas Kron \| Lotto-Soudal \| + 33" \| \| |                            |                       |            |
| |                            |                       |            |
| Font: ProCyclingStats |                            |                       |            |
| Classificació general |                            |                       |            |
| Corredor | Corredor                   | Equip                 | Temps      |
| 1r | Stefan Küng                | Groupama-FDJ          | 4h 24' 52" |
| 2n | Julian Alaphilippe         | Deceuninck-Quick Step | + 1"       |
| 3r | Maximilian Schachmann      | Bora-Hansgrohe        | + 2"       |
| 4t | Mathieu van der Poel       | Alpecin-Fenix         | + 6"       |
| 5è | Iván García Cortina        | Movistar Team         | + 12"      |
| 6è | Mattia Cattaneo            | Deceuninck-Quick Step | + 12"      |
| 7è | Richard Carapaz Montenegro | Ineos Grenadiers      | + 13"      |
| 8è | Neilson Powless            | EF Education-Nippo    | + 25"      |
| 9è | Gino Mäder                 | Bahrain Victorious    | + 30"      |
| 10è | Andreas Kron               | Lotto-Soudal          | + 33"      |

### 3a etapa
| \| Classificació de l'etapa \| Classificació de l'etapa \| Classificació de l'etapa \| Classificació de l'etapa \| Classificació de l'etapa \| \| Corredor \| Corredor \| Equip \| Temps \| \| \| ------------------------ \| ------------------------ \| ------------------------ \| ------------------------ \| ------------------------ \| \| 1r \| Mathieu van der Poel \| Alpecin-Fenix \| 4h 24' 26" \| \| \| 2n \| Christophe Laporte \| Cofidis \| + 0" \| \| \| 3r \| Julian Alaphilippe \| Deceuninck-Quick Step \| + 0" \| \| \| 4t \| Michael Matthews \| BikeExchange \| + 0" \| \| \| 5è \| Maximilian Schachmann \| Bora-Hansgrohe \| + 0" \| \| \| 6è \| Alexander Kamp \| Trek-Segafredo \| + 0" \| \| \| 7è \| Tiesj Benoot \| Team DSM \| + 0" \| \| \| 8è \| Omar Fraile Matarranz \| Astana-Premier Tech \| + 0" \| \| \| 9è \| Anthony Turgis \| Total Direct Énergie \| + 0" \| \| \| 10è \| Michael Woods \| Israel Start-Up Nation \| + 0" \| \| |                       |                        |            |
| |                       |                        |            |
| Font: ProCyclingStats |                       |                        |            |
| Classificació de l'etapa |                       |                        |            |
| Corredor | Corredor              | Equip                  | Temps      |
| 1r | Mathieu van der Poel  | Alpecin-Fenix          | 4h 24' 26" |
| 2n | Christophe Laporte    | Cofidis                | + 0"       |
| 3r | Julian Alaphilippe    | Deceuninck-Quick Step  | + 0"       |
| 4t | Michael Matthews      | BikeExchange           | + 0"       |
| 5è | Maximilian Schachmann | Bora-Hansgrohe         | + 0"       |
| 6è | Alexander Kamp        | Trek-Segafredo         | + 0"       |
| 7è | Tiesj Benoot          | Team DSM               | + 0"       |
| 8è | Omar Fraile Matarranz | Astana-Premier Tech    | + 0"       |
| 9è | Anthony Turgis        | Total Direct Énergie   | + 0"       |
| 10è | Michael Woods         | Israel Start-Up Nation | + 0"       |

| \| Classificació general \| Classificació general \| Classificació general \| Classificació general \| Classificació general \| \| Corredor \| Corredor \| Equip \| Temps \| \| \| --------------------- \| -------------------------- \| --------------------- \| --------------------- \| --------------------- \| \| 1r \| Mathieu van der Poel \| Alpecin-Fenix \| 8h 49' 14" \| \| \| 2n \| Julian Alaphilippe \| Deceuninck-Quick Step \| + 1" \| \| \| 3r \| Stefan Küng \| Groupama-FDJ \| + 4" \| \| \| 4t \| Maximilian Schachmann \| Bora-Hansgrohe \| + 6" \| \| \| 5è \| Mattia Cattaneo \| Deceuninck-Quick Step \| + 13" \| \| \| 6è \| Iván García Cortina \| Movistar Team \| + 16" \| \| \| 7è \| Richard Carapaz Montenegro \| Ineos Grenadiers \| + 17" \| \| \| 8è \| Neilson Powless \| EF Education-Nippo \| + 29" \| \| \| 9è \| Andreas Kron \| Lotto-Soudal \| + 37" \| \| \| 10è \| Rigoberto Urán \| EF Education-Nippo \| + 39" \| \| |                            |                       |            |
| |                            |                       |            |
| Font: ProCyclingStats |                            |                       |            |
| Classificació general |                            |                       |            |
| Corredor | Corredor                   | Equip                 | Temps      |
| 1r | Mathieu van der Poel       | Alpecin-Fenix         | 8h 49' 14" |
| 2n | Julian Alaphilippe         | Deceuninck-Quick Step | + 1"       |
| 3r | Stefan Küng                | Groupama-FDJ          | + 4"       |
| 4t | Maximilian Schachmann      | Bora-Hansgrohe        | + 6"       |
| 5è | Mattia Cattaneo            | Deceuninck-Quick Step | + 13"      |
| 6è | Iván García Cortina        | Movistar Team         | + 16"      |
| 7è | Richard Carapaz Montenegro | Ineos Grenadiers      | + 17"      |
| 8è | Neilson Powless            | EF Education-Nippo    | + 29"      |
| 9è | Andreas Kron               | Lotto-Soudal          | + 37"      |
| 10è | Rigoberto Urán             | EF Education-Nippo    | + 39"      |

### 4a etapa
| \| Classificació de l'etapa \| Classificació de l'etapa \| Classificació de l'etapa \| Classificació de l'etapa \| Classificació de l'etapa \| \| Corredor \| Corredor \| Equip \| Temps \| \| \| ------------------------ \| -------------------------- \| ------------------------ \| ------------------------ \| ------------------------ \| \| 1r \| Stefan Bissegger \| EF Education-Nippo \| 3h 46' 21" \| \| \| 2n \| Benjamin Thomas \| Groupama-FDJ \| + 0" \| \| \| 3r \| Joey Rosskopf \| Rally Cycling \| + 0" \| \| \| 4t \| Joel Suter \| Suïssa \| + 23" \| \| \| 5è \| Edward Theuns \| Trek-Segafredo \| + 5' 16" \| \| \| 6è \| Sebastián Molano Benavides \| UAE Team Emirates \| + 5' 16" \| \| \| 7è \| Omar Fraile Matarranz \| Astana-Premier Tech \| + 5' 16" \| \| \| 8è \| Mike Teunissen \| Jumbo-Visma \| + 5' 16" \| \| \| 9è \| Fred Wright \| Bahrain Victorious \| + 5' 16" \| \| \| 10è \| Michael Matthews \| BikeExchange \| + 5' 16" \| \| |                            |                     |            |
| |                            |                     |            |
| Font: ProCyclingStats |                            |                     |            |
| Classificació de l'etapa |                            |                     |            |
| Corredor | Corredor                   | Equip               | Temps      |
| 1r | Stefan Bissegger           | EF Education-Nippo  | 3h 46' 21" |
| 2n | Benjamin Thomas            | Groupama-FDJ        | + 0"       |
| 3r | Joey Rosskopf              | Rally Cycling       | + 0"       |
| 4t | Joel Suter                 | Suïssa              | + 23"      |
| 5è | Edward Theuns              | Trek-Segafredo      | + 5' 16"   |
| 6è | Sebastián Molano Benavides | UAE Team Emirates   | + 5' 16"   |
| 7è | Omar Fraile Matarranz      | Astana-Premier Tech | + 5' 16"   |
| 8è | Mike Teunissen             | Jumbo-Visma         | + 5' 16"   |
| 9è | Fred Wright                | Bahrain Victorious  | + 5' 16"   |
| 10è | Michael Matthews           | BikeExchange        | + 5' 16"   |

| \| Classificació general \| Classificació general \| Classificació general \| Classificació general \| Classificació general \| \| Corredor \| Corredor \| Equip \| Temps \| \| \| --------------------- \| -------------------------- \| --------------------- \| --------------------- \| --------------------- \| \| 1r \| Mathieu van der Poel \| Alpecin-Fenix \| 12h 40' 51" \| \| \| 2n \| Julian Alaphilippe \| Deceuninck-Quick Step \| + 1" \| \| \| 3r \| Stefan Küng \| Groupama-FDJ \| + 4" \| \| \| 4t \| Maximilian Schachmann \| Bora-Hansgrohe \| + 6" \| \| \| 5è \| Mattia Cattaneo \| Deceuninck-Quick Step \| + 13" \| \| \| 6è \| Iván García Cortina \| Movistar Team \| + 16" \| \| \| 7è \| Richard Carapaz Montenegro \| Ineos Grenadiers \| + 17" \| \| \| 8è \| Neilson Powless \| EF Education-Nippo \| + 29" \| \| \| 9è \| Andreas Kron \| Lotto-Soudal \| + 37" \| \| \| 10è \| Stefan Bissegger \| EF Education-Nippo \| + 38" \| \| |                            |                       |             |
| |                            |                       |             |
| Font: ProCyclingStats |                            |                       |             |
| Classificació general |                            |                       |             |
| Corredor | Corredor                   | Equip                 | Temps       |
| 1r | Mathieu van der Poel       | Alpecin-Fenix         | 12h 40' 51" |
| 2n | Julian Alaphilippe         | Deceuninck-Quick Step | + 1"        |
| 3r | Stefan Küng                | Groupama-FDJ          | + 4"        |
| 4t | Maximilian Schachmann      | Bora-Hansgrohe        | + 6"        |
| 5è | Mattia Cattaneo            | Deceuninck-Quick Step | + 13"       |
| 6è | Iván García Cortina        | Movistar Team         | + 16"       |
| 7è | Richard Carapaz Montenegro | Ineos Grenadiers      | + 17"       |
| 8è | Neilson Powless            | EF Education-Nippo    | + 29"       |
| 9è | Andreas Kron               | Lotto-Soudal          | + 37"       |
| 10è | Stefan Bissegger           | EF Education-Nippo    | + 38"       |

### 5a etapa
| \| Classificació de l'etapa \| Classificació de l'etapa \| Classificació de l'etapa \| Classificació de l'etapa \| Classificació de l'etapa \| \| Corredor \| Corredor \| Equip \| Temps \| \| \| ------------------------ \| -------------------------- \| ------------------------ \| ------------------------ \| ------------------------ \| \| 1r \| Richard Carapaz Montenegro \| Ineos Grenadiers \| 4h 01' 52" \| \| \| 2n \| Jakob Fuglsang \| Astana-Premier Tech \| + 0" \| \| \| 3r \| Michael Woods \| Israel Start-Up Nation \| + 39" \| \| \| 4t \| Lucas Hamilton \| BikeExchange \| + 39" \| \| \| 5è \| Rigoberto Urán \| EF Education-Nippo \| + 39" \| \| \| 6è \| Maximilian Schachmann \| Bora-Hansgrohe \| + 39" \| \| \| 7è \| Julian Alaphilippe \| Deceuninck-Quick Step \| + 39" \| \| \| 8è \| Domenico Pozzovivo \| Qhubeka Assos \| + 39" \| \| \| 9è \| Esteban Chaves Rubio \| BikeExchange \| + 49" \| \| \| 10è \| Sam Oomen \| Jumbo-Visma \| + 1' 22" \| \| |                            |                        |            |
| |                            |                        |            |
| Font: ProCyclingStats |                            |                        |            |
| Classificació de l'etapa |                            |                        |            |
| Corredor | Corredor                   | Equip                  | Temps      |
| 1r | Richard Carapaz Montenegro | Ineos Grenadiers       | 4h 01' 52" |
| 2n | Jakob Fuglsang             | Astana-Premier Tech    | + 0"       |
| 3r | Michael Woods              | Israel Start-Up Nation | + 39"      |
| 4t | Lucas Hamilton             | BikeExchange           | + 39"      |
| 5è | Rigoberto Urán             | EF Education-Nippo     | + 39"      |
| 6è | Maximilian Schachmann      | Bora-Hansgrohe         | + 39"      |
| 7è | Julian Alaphilippe         | Deceuninck-Quick Step  | + 39"      |
| 8è | Domenico Pozzovivo         | Qhubeka Assos          | + 39"      |
| 9è | Esteban Chaves Rubio       | BikeExchange           | + 49"      |
| 10è | Sam Oomen                  | Jumbo-Visma            | + 1' 22"   |

| \| Classificació general \| Classificació general \| Classificació general \| Classificació general \| Classificació general \| \| Corredor \| Corredor \| Equip \| Temps \| \| \| --------------------- \| -------------------------- \| ---------------------- \| --------------------- \| --------------------- \| \| 1r \| Richard Carapaz Montenegro \| Ineos Grenadiers \| 16h 42' 50" \| \| \| 2n \| Jakob Fuglsang \| Astana-Premier Tech \| + 26" \| \| \| 3r \| Maximilian Schachmann \| Bora-Hansgrohe \| + 38" \| \| \| 4t \| Julian Alaphilippe \| Deceuninck-Quick Step \| + 53" \| \| \| 5è \| Rigoberto Urán \| EF Education-Nippo \| + 1' 11" \| \| \| 6è \| Lucas Hamilton \| BikeExchange \| + 1' 31" \| \| \| 7è \| Michael Woods \| Israel Start-Up Nation \| + 1' 32" \| \| \| 8è \| Sam Oomen \| Jumbo-Visma \| + 2' 19" \| \| \| 9è \| Esteban Chaves Rubio \| BikeExchange \| + 2' 22" \| \| \| 10è \| Domenico Pozzovivo \| Qhubeka Assos \| + 3' 10" \| \| |                            |                        |             |
| |                            |                        |             |
| Font: ProCyclingStats |                            |                        |             |
| Classificació general |                            |                        |             |
| Corredor | Corredor                   | Equip                  | Temps       |
| 1r | Richard Carapaz Montenegro | Ineos Grenadiers       | 16h 42' 50" |
| 2n | Jakob Fuglsang             | Astana-Premier Tech    | + 26"       |
| 3r | Maximilian Schachmann      | Bora-Hansgrohe         | + 38"       |
| 4t | Julian Alaphilippe         | Deceuninck-Quick Step  | + 53"       |
| 5è | Rigoberto Urán             | EF Education-Nippo     | + 1' 11"    |
| 6è | Lucas Hamilton             | BikeExchange           | + 1' 31"    |
| 7è | Michael Woods              | Israel Start-Up Nation | + 1' 32"    |
| 8è | Sam Oomen                  | Jumbo-Visma            | + 2' 19"    |
| 9è | Esteban Chaves Rubio       | BikeExchange           | + 2' 22"    |
| 10è | Domenico Pozzovivo         | Qhubeka Assos          | + 3' 10"    |

### 6a etapa
| \| Classificació de l'etapa \| Classificació de l'etapa \| Classificació de l'etapa \| Classificació de l'etapa \| Classificació de l'etapa \| \| Corredor \| Corredor \| Equip \| Temps \| \| \| ------------------------ \| -------------------------- \| ------------------------ \| ------------------------ \| ------------------------ \| \| 1r \| Andreas Kron \| Lotto-Soudal \| 3h 14' 52" \| \| \| 2n \| Rui Alberto Faria da Costa \| UAE Team Emirates \| + 0" \| \| \| 3r \| Hermann Pernsteiner \| Bahrain Victorious \| + 1" \| \| \| 4t \| Gonzalo Serrano Rodríguez \| Movistar Team \| + 3" \| \| \| 5è \| Pierre Latour \| Total Direct Énergie \| + 3" \| \| \| 6è \| Hugo Houle \| Astana-Premier Tech \| + 3" \| \| \| 7è \| Neilson Powless \| EF Education-Nippo \| + 3" \| \| \| 8è \| Antwan Tolhoek \| Jumbo-Visma \| + 3" \| \| \| 9è \| Matteo Fabbro \| Bora-Hansgrohe \| + 50" \| \| \| 10è \| Andreas Leknessund \| Team DSM \| + 1' 00" \| \| |                            |                      |            |
| |                            |                      |            |
| Font: ProCyclingStats |                            |                      |            |
| Classificació de l'etapa |                            |                      |            |
| Corredor | Corredor                   | Equip                | Temps      |
| 1r | Andreas Kron               | Lotto-Soudal         | 3h 14' 52" |
| 2n | Rui Alberto Faria da Costa | UAE Team Emirates    | + 0"       |
| 3r | Hermann Pernsteiner        | Bahrain Victorious   | + 1"       |
| 4t | Gonzalo Serrano Rodríguez  | Movistar Team        | + 3"       |
| 5è | Pierre Latour              | Total Direct Énergie | + 3"       |
| 6è | Hugo Houle                 | Astana-Premier Tech  | + 3"       |
| 7è | Neilson Powless            | EF Education-Nippo   | + 3"       |
| 8è | Antwan Tolhoek             | Jumbo-Visma          | + 3"       |
| 9è | Matteo Fabbro              | Bora-Hansgrohe       | + 50"      |
| 10è | Andreas Leknessund         | Team DSM             | + 1' 00"   |

| \| Classificació general \| Classificació general \| Classificació general \| Classificació general \| Classificació general \| \| Corredor \| Corredor \| Equip \| Temps \| \| \| --------------------- \| -------------------------- \| ---------------------- \| --------------------- \| --------------------- \| \| 1r \| Richard Carapaz Montenegro \| Ineos Grenadiers \| 20h 00' 31" \| \| \| 2n \| Jakob Fuglsang \| Astana-Premier Tech \| + 26" \| \| \| 3r \| Maximilian Schachmann \| Bora-Hansgrohe \| + 38" \| \| \| 4t \| Julian Alaphilippe \| Deceuninck-Quick Step \| + 53" \| \| \| 5è \| Rigoberto Urán \| EF Education-Nippo \| + 1' 11" \| \| \| 6è \| Michael Woods \| Israel Start-Up Nation \| + 1' 32" \| \| \| 7è \| Sam Oomen \| Jumbo-Visma \| + 2' 19" \| \| \| 8è \| Esteban Chaves Rubio \| BikeExchange \| + 2' 22" \| \| \| 9è \| Domenico Pozzovivo \| Qhubeka Assos \| + 3' 10" \| \| \| 10è \| Rui Alberto Faria da Costa \| UAE Team Emirates \| + 3' 37" \| \| |                            |                        |             |
| |                            |                        |             |
| Font: ProCyclingStats |                            |                        |             |
| Classificació general |                            |                        |             |
| Corredor | Corredor                   | Equip                  | Temps       |
| 1r | Richard Carapaz Montenegro | Ineos Grenadiers       | 20h 00' 31" |
| 2n | Jakob Fuglsang             | Astana-Premier Tech    | + 26"       |
| 3r | Maximilian Schachmann      | Bora-Hansgrohe         | + 38"       |
| 4t | Julian Alaphilippe         | Deceuninck-Quick Step  | + 53"       |
| 5è | Rigoberto Urán             | EF Education-Nippo     | + 1' 11"    |
| 6è | Michael Woods              | Israel Start-Up Nation | + 1' 32"    |
| 7è | Sam Oomen                  | Jumbo-Visma            | + 2' 19"    |
| 8è | Esteban Chaves Rubio       | BikeExchange           | + 2' 22"    |
| 9è | Domenico Pozzovivo         | Qhubeka Assos          | + 3' 10"    |
| 10è | Rui Alberto Faria da Costa | UAE Team Emirates      | + 3' 37"    |

### 7a etapa
| \| Classificació de l'etapa \| Classificació de l'etapa \| Classificació de l'etapa \| Classificació de l'etapa \| Classificació de l'etapa \| \| Corredor \| Corredor \| Equip \| Temps \| \| \| ------------------------ \| -------------------------- \| ------------------------ \| ------------------------ \| ------------------------ \| \| 1r \| Rigoberto Urán \| EF Education-Nippo \| 36' 02" \| \| \| 2n \| Julian Alaphilippe \| Deceuninck-Quick Step \| + 40" \| \| \| 3r \| Gino Mäder \| Bahrain Victorious \| + 54" \| \| \| 4t \| Richard Carapaz Montenegro \| Ineos Grenadiers \| + 54" \| \| \| 5è \| Tom Dumoulin \| Jumbo-Visma \| + 56" \| \| \| 6è \| Mattia Cattaneo \| Deceuninck-Quick Step \| + 58" \| \| \| 7è \| Domenico Pozzovivo \| Qhubeka Assos \| + 1' 00" \| \| \| 8è \| Rui Alberto Faria da Costa \| UAE Team Emirates \| + 1' 00" \| \| \| 9è \| Søren Kragh Andersen \| Team DSM \| + 1' 04" \| \| \| 10è \| Stefan Küng \| Groupama-FDJ \| + 1' 05" \| \| |                            |                       |          |
| |                            |                       |          |
| Font: ProCyclingStats |                            |                       |          |
| Classificació de l'etapa |                            |                       |          |
| Corredor | Corredor                   | Equip                 | Temps    |
| 1r | Rigoberto Urán             | EF Education-Nippo    | 36' 02"  |
| 2n | Julian Alaphilippe         | Deceuninck-Quick Step | + 40"    |
| 3r | Gino Mäder                 | Bahrain Victorious    | + 54"    |
| 4t | Richard Carapaz Montenegro | Ineos Grenadiers      | + 54"    |
| 5è | Tom Dumoulin               | Jumbo-Visma           | + 56"    |
| 6è | Mattia Cattaneo            | Deceuninck-Quick Step | + 58"    |
| 7è | Domenico Pozzovivo         | Qhubeka Assos         | + 1' 00" |
| 8è | Rui Alberto Faria da Costa | UAE Team Emirates     | + 1' 00" |
| 9è | Søren Kragh Andersen       | Team DSM              | + 1' 04" |
| 10è | Stefan Küng                | Groupama-FDJ          | + 1' 05" |

| \| Classificació general \| Classificació general \| Classificació general \| Classificació general \| Classificació general \| \| Corredor \| Corredor \| Equip \| Temps \| \| \| --------------------- \| -------------------------- \| ---------------------- \| --------------------- \| --------------------- \| \| 1r \| Richard Carapaz Montenegro \| Ineos Grenadiers \| 20h 37' 27" \| \| \| 2n \| Rigoberto Urán \| EF Education-Nippo \| + 17" \| \| \| 3r \| Julian Alaphilippe \| Deceuninck-Quick Step \| + 39" \| \| \| 4t \| Maximilian Schachmann \| Bora-Hansgrohe \| + 1' 07" \| \| \| 5è \| Jakob Fuglsang \| Astana-Premier Tech \| + 1' 15" \| \| \| 6è \| Michael Woods \| Israel Start-Up Nation \| + 3' 10" \| \| \| 7è \| Domenico Pozzovivo \| Qhubeka Assos \| + 3' 16" \| \| \| 8è \| Sam Oomen \| Jumbo-Visma \| + 3' 39" \| \| \| 9è \| Rui Alberto Faria da Costa \| UAE Team Emirates \| + 3' 43" \| \| \| 10è \| Esteban Chaves Rubio \| BikeExchange \| + 4' 29" \| \| |                            |                        |             |
| |                            |                        |             |
| Font: ProCyclingStats |                            |                        |             |
| Classificació general |                            |                        |             |
| Corredor | Corredor                   | Equip                  | Temps       |
| 1r | Richard Carapaz Montenegro | Ineos Grenadiers       | 20h 37' 27" |
| 2n | Rigoberto Urán             | EF Education-Nippo     | + 17"       |
| 3r | Julian Alaphilippe         | Deceuninck-Quick Step  | + 39"       |
| 4t | Maximilian Schachmann      | Bora-Hansgrohe         | + 1' 07"    |
| 5è | Jakob Fuglsang             | Astana-Premier Tech    | + 1' 15"    |
| 6è | Michael Woods              | Israel Start-Up Nation | + 3' 10"    |
| 7è | Domenico Pozzovivo         | Qhubeka Assos          | + 3' 16"    |
| 8è | Sam Oomen                  | Jumbo-Visma            | + 3' 39"    |
| 9è | Rui Alberto Faria da Costa | UAE Team Emirates      | + 3' 43"    |
| 10è | Esteban Chaves Rubio       | BikeExchange           | + 4' 29"    |

### 8a etapa
| \| Classificació de l'etapa \| Classificació de l'etapa \| Classificació de l'etapa \| Classificació de l'etapa \| Classificació de l'etapa \| \| Corredor \| Corredor \| Equip \| Temps \| \| \| ------------------------ \| -------------------------- \| ------------------------ \| ------------------------ \| ------------------------ \| \| 1r \| Gino Mäder \| Bahrain Victorious \| 4h 06' 25" \| \| \| 2n \| Michael Woods \| Israel Start-Up Nation \| + 0" \| \| \| 3r \| Mattia Cattaneo \| Deceuninck-Quick Step \| + 9" \| \| \| 4t \| Edward Dunbar \| Ineos Grenadiers \| + 9" \| \| \| 5è \| Richard Carapaz Montenegro \| Ineos Grenadiers \| + 9" \| \| \| 6è \| Rui Alberto Faria da Costa \| UAE Team Emirates \| + 9" \| \| \| 7è \| Rigoberto Urán \| EF Education-Nippo \| + 9" \| \| \| 8è \| Domenico Pozzovivo \| Qhubeka Assos \| + 9" \| \| \| 9è \| Jakob Fuglsang \| Astana-Premier Tech \| + 9" \| \| \| 10è \| Maximilian Schachmann \| Bora-Hansgrohe \| + 21" \| \| |                            |                        |            |
| |                            |                        |            |
| Font: ProCyclingStats |                            |                        |            |
| Classificació de l'etapa |                            |                        |            |
| Corredor | Corredor                   | Equip                  | Temps      |
| 1r | Gino Mäder                 | Bahrain Victorious     | 4h 06' 25" |
| 2n | Michael Woods              | Israel Start-Up Nation | + 0"       |
| 3r | Mattia Cattaneo            | Deceuninck-Quick Step  | + 9"       |
| 4t | Edward Dunbar              | Ineos Grenadiers       | + 9"       |
| 5è | Richard Carapaz Montenegro | Ineos Grenadiers       | + 9"       |
| 6è | Rui Alberto Faria da Costa | UAE Team Emirates      | + 9"       |
| 7è | Rigoberto Urán             | EF Education-Nippo     | + 9"       |
| 8è | Domenico Pozzovivo         | Qhubeka Assos          | + 9"       |
| 9è | Jakob Fuglsang             | Astana-Premier Tech    | + 9"       |
| 10è | Maximilian Schachmann      | Bora-Hansgrohe         | + 21"      |

## Classificacions finals

### Classificació general
| \| Classificació general \| Classificació general \| Classificació general \| Classificació general \| Classificació general \| \| Corredor \| Corredor \| Equip \| Temps \| \| \| --------------------- \| -------------------------- \| ---------------------- \| --------------------- \| --------------------- \| \| 1r \| Richard Carapaz Montenegro \| Ineos Grenadiers \| 24h 44' 01" \| \| \| 2n \| Rigoberto Urán \| EF Education-Nippo \| + 17" \| \| \| 3r \| Jakob Fuglsang \| Astana-Premier Tech \| + 1' 15" \| \| \| 4t \| Maximilian Schachmann \| Bora-Hansgrohe \| + 1' 19" \| \| \| 5è \| Michael Woods \| Israel Start-Up Nation \| + 2' 55" \| \| \| 6è \| Domenico Pozzovivo \| Qhubeka Assos \| + 3' 16" \| \| \| 7è \| Rui Alberto Faria da Costa \| UAE Team Emirates \| + 3' 43" \| \| \| 8è \| Sam Oomen \| Jumbo-Visma \| + 4' 16" \| \| \| 9è \| Mattia Cattaneo \| Deceuninck-Quick Step \| + 4' 39" \| \| \| 10è \| Esteban Chaves Rubio \| BikeExchange \| + 5' 33" \| \| |                            |                        |             |
| |                            |                        |             |
| Font: ProCyclingStats |                            |                        |             |
| Classificació general |                            |                        |             |
| Corredor | Corredor                   | Equip                  | Temps       |
| 1r | Richard Carapaz Montenegro | Ineos Grenadiers       | 24h 44' 01" |
| 2n | Rigoberto Urán             | EF Education-Nippo     | + 17"       |
| 3r | Jakob Fuglsang             | Astana-Premier Tech    | + 1' 15"    |
| 4t | Maximilian Schachmann      | Bora-Hansgrohe         | + 1' 19"    |
| 5è | Michael Woods              | Israel Start-Up Nation | + 2' 55"    |
| 6è | Domenico Pozzovivo         | Qhubeka Assos          | + 3' 16"    |
| 7è | Rui Alberto Faria da Costa | UAE Team Emirates      | + 3' 43"    |
| 8è | Sam Oomen                  | Jumbo-Visma            | + 4' 16"    |
| 9è | Mattia Cattaneo            | Deceuninck-Quick Step  | + 4' 39"    |
| 10è | Esteban Chaves Rubio       | BikeExchange           | + 5' 33"    |

### Classificacions secundàries
| Classificació de la muntanya | Classificació de la muntanya | Classificació de la muntanya | Classificació de la muntanya | Classificació de la muntanya |
| Corredor                     | Corredor                     | Equip                        | Punts                        |                              |
| ---------------------------- | ---------------------------- | ---------------------------- | ---------------------------- | ---------------------------- |
| 1r                           | Michael Woods                | Israel Start-Up Nation       | 29 pts                       |                              |
| 2n                           | David de la Cruz Melgarejo   | UAE Team Emirates            | 29 pts                       |                              |
| 3r                           | Sergio Samitier              | Movistar Team                | 29 pts                       |                              |
| 4t                           | Antonio Nibali               | Trek-Segafredo               | 28 pts                       |                              |
| 5è                           | Wout Poels                   | Bahrain Victorious           | 24 pts                       |                              |
| 6è                           | Gino Mäder                   | Bahrain Victorious           | 19 pts                       |                              |
| 7è                           | Rigoberto Urán               | EF Education-Nippo           | 16 pts                       |                              |
| 8è                           | Mattia Cattaneo              | Deceuninck-Quick Step        | 16 pts                       |                              |
| 9è                           | Gavin Mannion                | Rally Cycling                | 14 pts                       |                              |
| 10è                          | Jakob Fuglsang               | Astana-Premier Tech          | 14 pts                       |                              |

| Classificació de la muntanya | Classificació de la muntanya | Classificació de la muntanya | Classificació de la muntanya | Classificació de la muntanya |
| Corredor                     | Corredor                     | Equip                        | Punts                        |                              |
| ---------------------------- | ---------------------------- | ---------------------------- | ---------------------------- | ---------------------------- |
| 1r                           | Michael Woods                | Israel Start-Up Nation       | 29 pts                       |                              |
| 2n                           | David de la Cruz Melgarejo   | UAE Team Emirates            | 29 pts                       |                              |
| 3r                           | Sergio Samitier              | Movistar Team                | 29 pts                       |                              |
| 4t                           | Antonio Nibali               | Trek-Segafredo               | 28 pts                       |                              |
| 5è                           | Wout Poels                   | Bahrain Victorious           | 24 pts                       |                              |
| 6è                           | Gino Mäder                   | Bahrain Victorious           | 19 pts                       |                              |
| 7è                           | Rigoberto Urán               | EF Education-Nippo           | 16 pts                       |                              |
| 8è                           | Mattia Cattaneo              | Deceuninck-Quick Step        | 16 pts                       |                              |
| 9è                           | Gavin Mannion                | Rally Cycling                | 14 pts                       |                              |
| 10è                          | Jakob Fuglsang               | Astana-Premier Tech          | 14 pts                       |                              |

| Classificació per punts | Classificació per punts    | Classificació per punts | Classificació per punts | Classificació per punts |
| Corredor                | Corredor                   | Equip                   | Punts                   |                         |
| ----------------------- | -------------------------- | ----------------------- | ----------------------- | ----------------------- |
| 1r                      | Stefan Bissegger           | EF Education-Nippo      | 21 pts                  |                         |
| 2n                      | Mattia Cattaneo            | Deceuninck-Quick Step   | 20 pts                  |                         |
| 3r                      | Richard Carapaz Montenegro | Ineos Grenadiers        | 18 pts                  |                         |
| 4t                      | Gino Mäder                 | Bahrain Victorious      | 18 pts                  |                         |
| 5è                      | Stefan Küng                | Groupama-FDJ            | 16 pts                  |                         |
| 6è                      | Claudio Imhof              |                         | 16 pts                  |                         |
| 7è                      | Michael Woods              | Israel Start-Up Nation  | 15 pts                  |                         |
| 8è                      | Rigoberto Urán             | EF Education-Nippo      | 14 pts                  |                         |
| 9è                      | Andreas Kron               | Lotto-Soudal            | 14 pts                  |                         |
| 10è                     | Joey Rosskopf              | Rally Cycling           | 12 pts                  |                         |

| Classificació per punts | Classificació per punts    | Classificació per punts | Classificació per punts | Classificació per punts |
| Corredor                | Corredor                   | Equip                   | Punts                   |                         |
| ----------------------- | -------------------------- | ----------------------- | ----------------------- | ----------------------- |
| 1r                      | Stefan Bissegger           | EF Education-Nippo      | 21 pts                  |                         |
| 2n                      | Mattia Cattaneo            | Deceuninck-Quick Step   | 20 pts                  |                         |
| 3r                      | Richard Carapaz Montenegro | Ineos Grenadiers        | 18 pts                  |                         |
| 4t                      | Gino Mäder                 | Bahrain Victorious      | 18 pts                  |                         |
| 5è                      | Stefan Küng                | Groupama-FDJ            | 16 pts                  |                         |
| 6è                      | Claudio Imhof              |                         | 16 pts                  |                         |
| 7è                      | Michael Woods              | Israel Start-Up Nation  | 15 pts                  |                         |
| 8è                      | Rigoberto Urán             | EF Education-Nippo      | 14 pts                  |                         |
| 9è                      | Andreas Kron               | Lotto-Soudal            | 14 pts                  |                         |
| 10è                     | Joey Rosskopf              | Rally Cycling           | 12 pts                  |                         |

| Classificació del millor jove | Classificació del millor jove | Classificació del millor jove | Classificació del millor jove | Classificació del millor jove |
| Corredor                      | Corredor                      | Equip                         | Temps                         |                               |
| ----------------------------- | ----------------------------- | ----------------------------- | ----------------------------- | ----------------------------- |
| 1r                            | Edward Dunbar                 | Ineos Grenadiers              | 24h 50' 16"                   |                               |
| 2n                            | Neilson Powless               | EF Education-Nippo            | + 1' 39"                      |                               |
| 3r                            | Andreas Kron                  | Lotto-Soudal                  | + 7' 26"                      |                               |
| 4t                            | Andreas Leknessund            | Team DSM                      | + 11' 12"                     |                               |
| 5è                            | Stefan de Bod                 | Astana-Premier Tech           | + 12' 03"                     |                               |
| 6è                            | Gino Mäder                    | Bahrain Victorious            | + 15' 06"                     |                               |
| 7è                            | Gijs Leemreize                | Jumbo-Visma                   | + 15' 20"                     |                               |
| 8è                            | Marc Hirschi                  | UAE Team Emirates             | + 22' 47"                     |                               |
| 9è                            | Cristian Camilo Muñoz         | UAE Team Emirates             | + 23' 46"                     |                               |
| 10è                           | Stephen Williams              | Bahrain Victorious            | + 28' 52"                     |                               |

| Classificació del millor jove | Classificació del millor jove | Classificació del millor jove | Classificació del millor jove | Classificació del millor jove |
| Corredor                      | Corredor                      | Equip                         | Temps                         |                               |
| ----------------------------- | ----------------------------- | ----------------------------- | ----------------------------- | ----------------------------- |
| 1r                            | Edward Dunbar                 | Ineos Grenadiers              | 24h 50' 16"                   |                               |
| 2n                            | Neilson Powless               | EF Education-Nippo            | + 1' 39"                      |                               |
| 3r                            | Andreas Kron                  | Lotto-Soudal                  | + 7' 26"                      |                               |
| 4t                            | Andreas Leknessund            | Team DSM                      | + 11' 12"                     |                               |
| 5è                            | Stefan de Bod                 | Astana-Premier Tech           | + 12' 03"                     |                               |
| 6è                            | Gino Mäder                    | Bahrain Victorious            | + 15' 06"                     |                               |
| 7è                            | Gijs Leemreize                | Jumbo-Visma                   | + 15' 20"                     |                               |
| 8è                            | Marc Hirschi                  | UAE Team Emirates             | + 22' 47"                     |                               |
| 9è                            | Cristian Camilo Muñoz         | UAE Team Emirates             | + 23' 46"                     |                               |
| 10è                           | Stephen Williams              | Bahrain Victorious            | + 28' 52"                     |                               |

| Classificació per equips | Classificació per equips | Classificació per equips | Classificació per equips |
| Equip                    | Equip                    | Temps                    |                          |
| ------------------------ | ------------------------ | ------------------------ | ------------------------ |
| 1r                       | Jumbo-Visma              | 62h 00' 10"              |                          |
| 2n                       | Bahrain Victorious       | + 1' 07"                 |                          |
| 3r                       | Astana-Premier Tech      | + 1' 51"                 |                          |
| 4t                       | Ineos Grenadiers         | + 3' 16"                 |                          |
| 5è                       | EF Education-Nippo       | + 11' 31"                |                          |
| 6è                       | Deceuninck-Quick Step    | + 14' 45"                |                          |
| 7è                       | UAE Team Emirates        | + 15' 05"                |                          |
| 8è                       | Team DSM                 | + 18' 03"                |                          |
| 9è                       | Total Direct Énergie     | + 18' 05"                |                          |
| 10è                      | Movistar Team            | + 18' 47"                |                          |

| Classificació per equips | Classificació per equips | Classificació per equips | Classificació per equips |
| Equip                    | Equip                    | Temps                    |                          |
| ------------------------ | ------------------------ | ------------------------ | ------------------------ |
| 1r                       | Jumbo-Visma              | 62h 00' 10"              |                          |
| 2n                       | Bahrain Victorious       | + 1' 07"                 |                          |
| 3r                       | Astana-Premier Tech      | + 1' 51"                 |                          |
| 4t                       | Ineos Grenadiers         | + 3' 16"                 |                          |
| 5è                       | EF Education-Nippo       | + 11' 31"                |                          |
| 6è                       | Deceuninck-Quick Step    | + 14' 45"                |                          |
| 7è                       | UAE Team Emirates        | + 15' 05"                |                          |
| 8è                       | Team DSM                 | + 18' 03"                |                          |
| 9è                       | Total Direct Énergie     | + 18' 05"                |                          |
| 10è                      | Movistar Team            | + 18' 47"                |                          |

## Evolució de les classificacions
| Etapa                  | Vencedor               | Classificació general | Classificació per punts | Classificació de la muntanya | Classificació dels joves | Classificació per equips |
| ---------------------- | ---------------------- | --------------------- | ----------------------- | ---------------------------- | ------------------------ | ------------------------ |
| 1                      | Stefan Küng            | Stefan Küng           | Stefan Küng             | no entregat                  | Stefan Bissegger         | EF Education-Nippo       |
| 2                      | Mathieu van der Poel   | Stefan Küng           | Stefan Küng             | Tom Bohli                    | Neilson Powless          | Deceuninck-Quick Step    |
| 3                      | Mathieu van der Poel   | Mathieu van der Poel  | Mathieu van der Poel    | Nickolas Zukowsky            | Neilson Powless          | Deceuninck-Quick Step    |
| 4                      | Stefan Bissegger       | Mathieu van der Poel  | Mathieu van der Poel    | Nickolas Zukowsky            | Neilson Powless          | EF Education-Nippo       |
| 5                      | Richard Carapaz        | Richard Carapaz       | Mathieu van der Poel    | Esteban Chaves               | Lucas Hamilton           | Deceuninck-Quick Step    |
| 6                      | Andreas Kron           | Richard Carapaz       | Stefan Bissegger        | Antonio Nibali               | Andreas Leknessund       | Deceuninck-Quick Step    |
| 7                      | Rigoberto Urán         | Richard Carapaz       | Stefan Bissegger        | Antonio Nibali               | Andreas Leknessund       | Deceuninck-Quick Step    |
| 8                      | Gino Mäder             | Richard Carapaz       | Stefan Bissegger        | Michael Woods                | Eddie Dunbar             | Team Jumbo-Visma         |
| Classificacions finals | Classificacions finals | Richard Carapaz       | Stefan Bissegger        | Michael Woods                | Eddie Dunbar             | Team Jumbo-Visma         |

## Llista de participants
| Ineos Grenadiers IGD | Ineos Grenadiers IGD             | Ineos Grenadiers IGD |
| -------------------- | -------------------------------- | -------------------- |
| Núm                  | Ciclista                         | Pos                  |
| 1                    | Richard Carapaz Montenegro (ECU) | 1r                   |
| 2                    | Rohan Dennis (AUS)               | 37è                  |
| 3                    | Michał Gołaś (POL)               | 106è                 |
| 4                    | Sebastián Henao Gómez (COL)      | 51è                  |
| 5                    | Pàvel Sivakov (RUS)              | 46è                  |
| 6                    | Edward Dunbar (IRL)              | 12è                  |
| 7                    | Luke Rowe (GBR)                  | 107è                 |

| Deceuninck-Quick Step DQT | Deceuninck-Quick Step DQT       | Deceuninck-Quick Step DQT |
| ------------------------- | ------------------------------- | ------------------------- |
| Núm                       | Ciclista                        | Pos                       |
| 11                        | Julian Alaphilippe (FRA) (ruta) | NP-8                      |
| 12                        | Mattia Cattaneo (ITA)           | 9è                        |
| 13                        | Tim Declercq (BEL)              | 76è                       |
| 14                        | Dries Devenyns (BEL)            | 47è                       |
| 15                        | Álvaro Hodeg Chagui (COL)       | DNF-6                     |
| 16                        | Jannik Steimle (GER)            | 85è                       |
| 17                        | Mauri Vansevenant (BEL)         | 64è                       |

| Jumbo-Visma TJV | Jumbo-Visma TJV            | Jumbo-Visma TJV |
| --------------- | -------------------------- | --------------- |
| Núm             | Ciclista                   | Pos             |
| 21              | Tom Dumoulin (NED)         | 41è             |
| 22              | Gijs Leemreize (NED)       | 28è             |
| 23              | Sam Oomen (NED)            | 8è              |
| 24              | Christoph Pfingsten (GER)  | 75è             |
| 25              | Mike Teunissen (NED)       | 35è             |
| 26              | Antwan Tolhoek (NED)       | 25è             |
| 27              | Nathan Van Hooydonck (BEL) | 80è             |

| UAE Team Emirates UAD | UAE Team Emirates UAD                   | UAE Team Emirates UAD |
| --------------------- | --------------------------------------- | --------------------- |
| Núm                   | Ciclista                                | Pos                   |
| 31                    | Marc Hirschi (SUI)                      | 36è                   |
| 32                    | Ryan Gibbons (RSA)                      | 29è                   |
| 33                    | Rui Alberto Faria da Costa (POR) (ruta) | 7è                    |
| 34                    | Sebastián Molano Benavides (COL)        | NP-5                  |
| 35                    | David de la Cruz Melgarejo (ESP)        | 66è                   |
| 36                    | Cristian Camilo Muñoz (COL)             | 38è                   |
| 37                    | Oliviero Troia (ITA)                    | 113è                  |

| Alpecin-Fenix AFC | Alpecin-Fenix AFC                 | Alpecin-Fenix AFC |
| ----------------- | --------------------------------- | ----------------- |
| Núm               | Ciclista                          | Pos               |
| 41                | Mathieu van der Poel (NED) (ruta) | NP-6              |
| 42                | Silvan Dillier (SUI)              | 34è               |
| 43                | Xandro Meurisse (BEL)             | 17è               |
| 44                | Floris De Tier (BEL)              | 110è              |
| 45                | Ben Tulett (GBR)                  | NP-7              |
| 46                | Petr Vakoč (CZE)                  | 56è               |
| 47                | Otto Vergaerde (BEL)              | NP-7              |

| Bora-Hansgrohe BOH | Bora-Hansgrohe BOH          | Bora-Hansgrohe BOH |
| ------------------ | --------------------------- | ------------------ |
| Núm                | Ciclista                    | Pos                |
| 51                 | Maximilian Schachmann (GER) | 4t                 |
| 52                 | Jordi Meeus (BEL)           | 123è               |
| 53                 | Anton Palzer (GER)          | 49è                |
| 54                 | Matteo Fabbro (ITA)         | 22è                |
| 55                 | Marcus Burghardt (GER)      | 53è                |
| 56                 | Matthew Walls (GBR)         | 119è               |
| 57                 | Maciej Bodnar (POL)         | DNF-8              |

| Trek-Segafredo TFS | Trek-Segafredo TFS   | Trek-Segafredo TFS |
| ------------------ | -------------------- | ------------------ |
| Núm                | Ciclista             | Pos                |
| 61                 | Nicola Conci (ITA)   | 73è                |
| 62                 | Niklas Eg (DEN)      | 16è                |
| 63                 | Alexander Kamp (DEN) | 91è                |
| 64                 | Alex Kirsch (LUX)    | 82è                |
| 65                 | Antonio Nibali (ITA) | 86è                |
| 66                 | Edward Theuns (BEL)  | 95è                |
| 67                 | Antonio Tiberi (ITA) | DNF-6              |

| Bahrain Victorious TBV | Bahrain Victorious TBV    | Bahrain Victorious TBV |
| ---------------------- | ------------------------- | ---------------------- |
| Núm                    | Ciclista                  | Pos                    |
| 71                     | Gino Mäder (SUI)          | 27è                    |
| 72                     | Wout Poels (NED)          | 31è                    |
| 73                     | Fred Wright (GBR)         | 57è                    |
| 74                     | Eros Capecchi (ITA)       | 109è                   |
| 75                     | Hermann Pernsteiner (AUT) | 18è                    |
| 76                     | Domen Novak (SLO)         | 101è                   |
| 77                     | Stephen Williams (GBR)    | 43è                    |

| AG2R Citroën Team ACT | AG2R Citroën Team ACT  | AG2R Citroën Team ACT |
| --------------------- | ---------------------- | --------------------- |
| Núm                   | Ciclista               | Pos                   |
| 81                    | Mathias Frank (SUI)    | 94è                   |
| 82                    | Bob Jungels (LUX)      | 19è                   |
| 83                    | Nans Peters (FRA)      | 26è                   |
| 84                    | Benoît Cosnefroy (FRA) | 87è                   |
| 85                    | Marc Sarreau (FRA)     | 104è                  |
| 86                    | Michael Schär (SUI)    | 39è                   |
| 87                    | Damien Touzé (FRA)     | 89è                   |

| Movistar Team MOV | Movistar Team MOV               | Movistar Team MOV |
| ----------------- | ------------------------------- | ----------------- |
| Núm               | Ciclista                        | Pos               |
| 91                | Marc Soler i Giménez (ESP)      | 79è               |
| 92                | Héctor Carretero Milla (ESP)    | 59è               |
| 93                | Iván García Cortina (ESP)       | 33è               |
| 94                | Sergio Samitier (ESP)           | 61è               |
| 95                | Johan Jacobs (SUI)              | 96è               |
| 96                | Juan Diego Alba (COL)           | 120è              |
| 97                | Gonzalo Serrano Rodríguez (ESP) | 13è               |

| Israel Start-Up Nation ISN | Israel Start-Up Nation ISN | Israel Start-Up Nation ISN |
| -------------------------- | -------------------------- | -------------------------- |
| Núm                        | Ciclista                   | Pos                        |
| 101                        | Guillaume Boivin (CAN)     | 58è                        |
| 102                        | James Piccoli (CAN)        | 63è                        |
| 103                        | Michael Woods (CAN)        | 5è                         |
| 104                        | André Greipel (GER)        | 118è                       |
| 105                        | Hugo Hofstetter (FRA)      | 93è                        |
| 106                        | Rick Zabel (GER)           | 116è                       |
| 107                        | Sep Vanmarcke (BEL)        | DNF-8                      |

| BikeExchange BEX | BikeExchange BEX            | BikeExchange BEX |
| ---------------- | --------------------------- | ---------------- |
| Núm              | Ciclista                    | Pos              |
| 111              | Michael Matthews (AUS)      | 32è              |
| 112              | Esteban Chaves Rubio (COL)  | 10è              |
| 113              | Luke Durbridge (AUS)        | NP-6             |
| 114              | Lucas Hamilton (AUS)        | NP-6             |
| 115              | Amund Grøndahl Jansen (NOR) | NP-6             |
| 116              | Jack Bauer (NZL)            | NP-6             |
| 117              | Dion Smith (NZL)            | 83è              |

| Astana-Premier Tech APT | Astana-Premier Tech APT     | Astana-Premier Tech APT |
| ----------------------- | --------------------------- | ----------------------- |
| Núm                     | Ciclista                    | Pos                     |
| 121                     | Jakob Fuglsang (DEN)        | 3r                      |
| 122                     | Stefan de Bod (RSA)         | 24è                     |
| 123                     | Manuele Boaro (ITA)         | NP-8                    |
| 124                     | Ievgueni Guiditx (KAZ)      | DNF-8                   |
| 125                     | Hugo Houle (CAN)            | 30è                     |
| 126                     | Omar Fraile Matarranz (ESP) | DNF-8                   |
| 127                     | Jonas Gregaard Wilsly (DEN) | 45è                     |

| Groupama-FDJ GFC | Groupama-FDJ GFC                 | Groupama-FDJ GFC |
| ---------------- | -------------------------------- | ---------------- |
| Núm              | Ciclista                         | Pos              |
| 131              | Stefan Küng (SUI) (ruta i crono) | 40è              |
| 132              | Matteo Badilatti (SUI)           | 44è              |
| 133              | Alexys Brunel (FRA)              | NP-4             |
| 134              | Fabian Lienhard (SUI)            | DNF-8            |
| 135              | Tobias Ludvigsson (SWE)          | DNF-8            |
| 136              | Jake Stewart (GBR)               | 97è              |
| 137              | Benjamin Thomas (FRA)            | DNF-8            |

| Cofidis COF | Cofidis COF                   | Cofidis COF |
| ----------- | ----------------------------- | ----------- |
| Núm         | Ciclista                      | Pos         |
| 141         | Christophe Laporte (FRA)      | NP-7        |
| 142         | Tom Bohli (SUI)               | 117è        |
| 143         | Jean-Pierre Drucker (LUX)     | 100è        |
| 144         | Rubén Fernández Andújar (ESP) | 54è         |
| 145         | Rémy Rochas (FRA)             | 70è         |
| 146         | Szymon Sajnok (POL)           | 121è        |
| 147         | Jelle Wallays (BEL)           | 105è        |

| Qhubeka Assos TQA | Qhubeka Assos TQA                 | Qhubeka Assos TQA |
| ----------------- | --------------------------------- | ----------------- |
| Núm               | Ciclista                          | Pos               |
| 151               | Domenico Pozzovivo (ITA)          | 6è                |
| 152               | Simon Clarke (AUS)                | 74è               |
| 153               | Nicholas Dlamini (RSA)            | DNF-8             |
| 154               | Kilian Frankiny (SUI)             | 60è               |
| 155               | Connor Brown (NZL)                | 124è              |
| 156               | Reinardt Janse van Rensburg (RSA) | DNF-8             |
| 157               | Andreas Stokbro (DEN)             | 99è               |

| Lotto-Soudal LTS | Lotto-Soudal LTS         | Lotto-Soudal LTS |
| ---------------- | ------------------------ | ---------------- |
| Núm              | Ciclista                 | Pos              |
| 161              | John Degenkolb (GER)     | 103è             |
| 162              | Filippo Conca (ITA)      | NP-7             |
| 163              | Andreas Kron (DEN)       | 20è              |
| 164              | Florian Vermeersch (BEL) | 88è              |
| 165              | Maxim Van Gils (BEL)     | 50è              |
| 166              | Viktor Verschaeve (BEL)  | DNF-8            |
| 167              | Kobe Goossens (BEL)      | 81è              |

| Total Direct Énergie TDE | Total Direct Énergie TDE          | Total Direct Énergie TDE |
| ------------------------ | --------------------------------- | ------------------------ |
| Núm                      | Ciclista                          | Pos                      |
| 171                      | Pierre Latour (FRA)               | 11è                      |
| 172                      | Fabien Doubey (FRA)               | 72è                      |
| 173                      | Edvald Boasson Hagen (NOR)        | NP-1                     |
| 174                      | Víctor de la Parte González (ESP) | 21è                      |
| 175                      | Julien Simon (FRA)                | 62è                      |
| 176                      | Anthony Turgis (FRA)              | 84è                      |
| 177                      | Alexis Vuillermoz (FRA)           | DNF-7                    |

| Team DSM DSM | Team DSM DSM                     | Team DSM DSM |
| ------------ | -------------------------------- | ------------ |
| Núm          | Ciclista                         | Pos          |
| 181          | Tiesj Benoot (BEL)               | 15è          |
| 182          | Thymen Arensman (NED)            | 55è          |
| 183          | Romain Combaud (FRA)             | 68è          |
| 184          | Mark Donovan (GBR)               | 48è          |
| 185          | Søren Kragh Andersen (DEN)       | 69è          |
| 186          | Andreas Leknessund (NOR) (crono) | 23è          |
| 187          | Jasha Sütterlin (GER)            | 65è          |

| EF Education-Nippo EFN | EF Education-Nippo EFN    | EF Education-Nippo EFN |
| ---------------------- | ------------------------- | ---------------------- |
| Núm                    | Ciclista                  | Pos                    |
| 191                    | Rigoberto Urán (COL)      | 2n                     |
| 192                    | Stefan Bissegger (SUI)    | 90è                    |
| 193                    | Neilson Powless (USA)     | 14è                    |
| 194                    | Alex Howes (USA)          | 92è                    |
| 195                    | Sebastian Langeveld (NED) | DNF-6                  |
| 196                    | Jonas Rutsch (GER)        | 108è                   |
| 197                    | Thomas Scully (NZL)       | 115è                   |

| Intermarché-Wanty-Gobert Matériaux IWG | Intermarché-Wanty-Gobert Matériaux IWG | Intermarché-Wanty-Gobert Matériaux IWG |
| -------------------------------------- | -------------------------------------- | -------------------------------------- |
| Núm                                    | Ciclista                               | Pos                                    |
| 201                                    | Jan Hirt (CZE)                         | NP-4                                   |
| 202                                    | Maurits Lammertink (NED)               | NP-4                                   |
| 203                                    | Simone Petilli (ITA)                   | NP-4                                   |
| 204                                    | Baptiste Planckaert (BEL)              | NP-4                                   |
| 205                                    | Lorenzo Rota (ITA)                     | NP-4                                   |
| 206                                    | Pieter Vanspeybrouck (BEL)             | NP-4                                   |
| 207                                    | Georg Zimmermann (GER)                 | NP-4                                   |

| Rally Cycling RLY | Rally Cycling RLY       | Rally Cycling RLY |
| ----------------- | ----------------------- | ----------------- |
| Núm               | Ciclista                | Pos               |
| 211               | Benjamin King (USA)     | 77è               |
| 212               | Nickolas Zukowsky (CAN) | 98è               |
| 213               | Rob Britton (CAN)       | 78è               |
| 214               | Gavin Mannion (USA)     | 52è               |
| 215               | Kyle Murphy (USA)       | DNF-8             |
| 216               | Joey Rosskopf (USA)     | 67è               |
| 217               | Matteo Dal-Cin (CAN)    | 122è              |

| Suïssa SUI | Suïssa SUI      | Suïssa SUI |
| ---------- | --------------- | ---------- |
| Núm        | Ciclista        | Pos        |
| 221        | Simon Pellaud   | NP-6       |
| 222        | Kevin Kuhn      | 112è       |
| 223        | Claudio Imhof   | 114è       |
| 224        | Lukas Ruegg     | 102è       |
| 225        | Cyrille Thièry  | 111è       |
| 226        | Joel Suter      | 71è        |
| 227        | Roland Thalmann | 42è        |

| Ineos Grenadiers IGD | Ineos Grenadiers IGD             | Ineos Grenadiers IGD |
| -------------------- | -------------------------------- | -------------------- |
| Núm                  | Ciclista                         | Pos                  |
| 1                    | Richard Carapaz Montenegro (ECU) | 1r                   |
| 2                    | Rohan Dennis (AUS)               | 37è                  |
| 3                    | Michał Gołaś (POL)               | 106è                 |
| 4                    | Sebastián Henao Gómez (COL)      | 51è                  |
| 5                    | Pàvel Sivakov (RUS)              | 46è                  |
| 6                    | Edward Dunbar (IRL)              | 12è                  |
| 7                    | Luke Rowe (GBR)                  | 107è                 |

| Deceuninck-Quick Step DQT | Deceuninck-Quick Step DQT       | Deceuninck-Quick Step DQT |
| ------------------------- | ------------------------------- | ------------------------- |
| Núm                       | Ciclista                        | Pos                       |
| 11                        | Julian Alaphilippe (FRA) (ruta) | NP-8                      |
| 12                        | Mattia Cattaneo (ITA)           | 9è                        |
| 13                        | Tim Declercq (BEL)              | 76è                       |
| 14                        | Dries Devenyns (BEL)            | 47è                       |
| 15                        | Álvaro Hodeg Chagui (COL)       | DNF-6                     |
| 16                        | Jannik Steimle (GER)            | 85è                       |
| 17                        | Mauri Vansevenant (BEL)         | 64è                       |

| Jumbo-Visma TJV | Jumbo-Visma TJV            | Jumbo-Visma TJV |
| --------------- | -------------------------- | --------------- |
| Núm             | Ciclista                   | Pos             |
| 21              | Tom Dumoulin (NED)         | 41è             |
| 22              | Gijs Leemreize (NED)       | 28è             |
| 23              | Sam Oomen (NED)            | 8è              |
| 24              | Christoph Pfingsten (GER)  | 75è             |
| 25              | Mike Teunissen (NED)       | 35è             |
| 26              | Antwan Tolhoek (NED)       | 25è             |
| 27              | Nathan Van Hooydonck (BEL) | 80è             |

| UAE Team Emirates UAD | UAE Team Emirates UAD                   | UAE Team Emirates UAD |
| --------------------- | --------------------------------------- | --------------------- |
| Núm                   | Ciclista                                | Pos                   |
| 31                    | Marc Hirschi (SUI)                      | 36è                   |
| 32                    | Ryan Gibbons (RSA)                      | 29è                   |
| 33                    | Rui Alberto Faria da Costa (POR) (ruta) | 7è                    |
| 34                    | Sebastián Molano Benavides (COL)        | NP-5                  |
| 35                    | David de la Cruz Melgarejo (ESP)        | 66è                   |
| 36                    | Cristian Camilo Muñoz (COL)             | 38è                   |
| 37                    | Oliviero Troia (ITA)                    | 113è                  |

| Alpecin-Fenix AFC | Alpecin-Fenix AFC                 | Alpecin-Fenix AFC |
| ----------------- | --------------------------------- | ----------------- |
| Núm               | Ciclista                          | Pos               |
| 41                | Mathieu van der Poel (NED) (ruta) | NP-6              |
| 42                | Silvan Dillier (SUI)              | 34è               |
| 43                | Xandro Meurisse (BEL)             | 17è               |
| 44                | Floris De Tier (BEL)              | 110è              |
| 45                | Ben Tulett (GBR)                  | NP-7              |
| 46                | Petr Vakoč (CZE)                  | 56è               |
| 47                | Otto Vergaerde (BEL)              | NP-7              |

| Bora-Hansgrohe BOH | Bora-Hansgrohe BOH          | Bora-Hansgrohe BOH |
| ------------------ | --------------------------- | ------------------ |
| Núm                | Ciclista                    | Pos                |
| 51                 | Maximilian Schachmann (GER) | 4t                 |
| 52                 | Jordi Meeus (BEL)           | 123è               |
| 53                 | Anton Palzer (GER)          | 49è                |
| 54                 | Matteo Fabbro (ITA)         | 22è                |
| 55                 | Marcus Burghardt (GER)      | 53è                |
| 56                 | Matthew Walls (GBR)         | 119è               |
| 57                 | Maciej Bodnar (POL)         | DNF-8              |

| Trek-Segafredo TFS | Trek-Segafredo TFS   | Trek-Segafredo TFS |
| ------------------ | -------------------- | ------------------ |
| Núm                | Ciclista             | Pos                |
| 61                 | Nicola Conci (ITA)   | 73è                |
| 62                 | Niklas Eg (DEN)      | 16è                |
| 63                 | Alexander Kamp (DEN) | 91è                |
| 64                 | Alex Kirsch (LUX)    | 82è                |
| 65                 | Antonio Nibali (ITA) | 86è                |
| 66                 | Edward Theuns (BEL)  | 95è                |
| 67                 | Antonio Tiberi (ITA) | DNF-6              |

| Bahrain Victorious TBV | Bahrain Victorious TBV    | Bahrain Victorious TBV |
| ---------------------- | ------------------------- | ---------------------- |
| Núm                    | Ciclista                  | Pos                    |
| 71                     | Gino Mäder (SUI)          | 27è                    |
| 72                     | Wout Poels (NED)          | 31è                    |
| 73                     | Fred Wright (GBR)         | 57è                    |
| 74                     | Eros Capecchi (ITA)       | 109è                   |
| 75                     | Hermann Pernsteiner (AUT) | 18è                    |
| 76                     | Domen Novak (SLO)         | 101è                   |
| 77                     | Stephen Williams (GBR)    | 43è                    |

| AG2R Citroën Team ACT | AG2R Citroën Team ACT  | AG2R Citroën Team ACT |
| --------------------- | ---------------------- | --------------------- |
| Núm                   | Ciclista               | Pos                   |
| 81                    | Mathias Frank (SUI)    | 94è                   |
| 82                    | Bob Jungels (LUX)      | 19è                   |
| 83                    | Nans Peters (FRA)      | 26è                   |
| 84                    | Benoît Cosnefroy (FRA) | 87è                   |
| 85                    | Marc Sarreau (FRA)     | 104è                  |
| 86                    | Michael Schär (SUI)    | 39è                   |
| 87                    | Damien Touzé (FRA)     | 89è                   |

| Movistar Team MOV | Movistar Team MOV               | Movistar Team MOV |
| ----------------- | ------------------------------- | ----------------- |
| Núm               | Ciclista                        | Pos               |
| 91                | Marc Soler i Giménez (ESP)      | 79è               |
| 92                | Héctor Carretero Milla (ESP)    | 59è               |
| 93                | Iván García Cortina (ESP)       | 33è               |
| 94                | Sergio Samitier (ESP)           | 61è               |
| 95                | Johan Jacobs (SUI)              | 96è               |
| 96                | Juan Diego Alba (COL)           | 120è              |
| 97                | Gonzalo Serrano Rodríguez (ESP) | 13è               |

| Israel Start-Up Nation ISN | Israel Start-Up Nation ISN | Israel Start-Up Nation ISN |
| -------------------------- | -------------------------- | -------------------------- |
| Núm                        | Ciclista                   | Pos                        |
| 101                        | Guillaume Boivin (CAN)     | 58è                        |
| 102                        | James Piccoli (CAN)        | 63è                        |
| 103                        | Michael Woods (CAN)        | 5è                         |
| 104                        | André Greipel (GER)        | 118è                       |
| 105                        | Hugo Hofstetter (FRA)      | 93è                        |
| 106                        | Rick Zabel (GER)           | 116è                       |
| 107                        | Sep Vanmarcke (BEL)        | DNF-8                      |

| BikeExchange BEX | BikeExchange BEX            | BikeExchange BEX |
| ---------------- | --------------------------- | ---------------- |
| Núm              | Ciclista                    | Pos              |
| 111              | Michael Matthews (AUS)      | 32è              |
| 112              | Esteban Chaves Rubio (COL)  | 10è              |
| 113              | Luke Durbridge (AUS)        | NP-6             |
| 114              | Lucas Hamilton (AUS)        | NP-6             |
| 115              | Amund Grøndahl Jansen (NOR) | NP-6             |
| 116              | Jack Bauer (NZL)            | NP-6             |
| 117              | Dion Smith (NZL)            | 83è              |

| Astana-Premier Tech APT | Astana-Premier Tech APT     | Astana-Premier Tech APT |
| ----------------------- | --------------------------- | ----------------------- |
| Núm                     | Ciclista                    | Pos                     |
| 121                     | Jakob Fuglsang (DEN)        | 3r                      |
| 122                     | Stefan de Bod (RSA)         | 24è                     |
| 123                     | Manuele Boaro (ITA)         | NP-8                    |
| 124                     | Ievgueni Guiditx (KAZ)      | DNF-8                   |
| 125                     | Hugo Houle (CAN)            | 30è                     |
| 126                     | Omar Fraile Matarranz (ESP) | DNF-8                   |
| 127                     | Jonas Gregaard Wilsly (DEN) | 45è                     |

| Groupama-FDJ GFC | Groupama-FDJ GFC                 | Groupama-FDJ GFC |
| ---------------- | -------------------------------- | ---------------- |
| Núm              | Ciclista                         | Pos              |
| 131              | Stefan Küng (SUI) (ruta i crono) | 40è              |
| 132              | Matteo Badilatti (SUI)           | 44è              |
| 133              | Alexys Brunel (FRA)              | NP-4             |
| 134              | Fabian Lienhard (SUI)            | DNF-8            |
| 135              | Tobias Ludvigsson (SWE)          | DNF-8            |
| 136              | Jake Stewart (GBR)               | 97è              |
| 137              | Benjamin Thomas (FRA)            | DNF-8            |

| Cofidis COF | Cofidis COF                   | Cofidis COF |
| ----------- | ----------------------------- | ----------- |
| Núm         | Ciclista                      | Pos         |
| 141         | Christophe Laporte (FRA)      | NP-7        |
| 142         | Tom Bohli (SUI)               | 117è        |
| 143         | Jean-Pierre Drucker (LUX)     | 100è        |
| 144         | Rubén Fernández Andújar (ESP) | 54è         |
| 145         | Rémy Rochas (FRA)             | 70è         |
| 146         | Szymon Sajnok (POL)           | 121è        |
| 147         | Jelle Wallays (BEL)           | 105è        |

| Qhubeka Assos TQA | Qhubeka Assos TQA                 | Qhubeka Assos TQA |
| ----------------- | --------------------------------- | ----------------- |
| Núm               | Ciclista                          | Pos               |
| 151               | Domenico Pozzovivo (ITA)          | 6è                |
| 152               | Simon Clarke (AUS)                | 74è               |
| 153               | Nicholas Dlamini (RSA)            | DNF-8             |
| 154               | Kilian Frankiny (SUI)             | 60è               |
| 155               | Connor Brown (NZL)                | 124è              |
| 156               | Reinardt Janse van Rensburg (RSA) | DNF-8             |
| 157               | Andreas Stokbro (DEN)             | 99è               |

| Lotto-Soudal LTS | Lotto-Soudal LTS         | Lotto-Soudal LTS |
| ---------------- | ------------------------ | ---------------- |
| Núm              | Ciclista                 | Pos              |
| 161              | John Degenkolb (GER)     | 103è             |
| 162              | Filippo Conca (ITA)      | NP-7             |
| 163              | Andreas Kron (DEN)       | 20è              |
| 164              | Florian Vermeersch (BEL) | 88è              |
| 165              | Maxim Van Gils (BEL)     | 50è              |
| 166              | Viktor Verschaeve (BEL)  | DNF-8            |
| 167              | Kobe Goossens (BEL)      | 81è              |

| Total Direct Énergie TDE | Total Direct Énergie TDE          | Total Direct Énergie TDE |
| ------------------------ | --------------------------------- | ------------------------ |
| Núm                      | Ciclista                          | Pos                      |
| 171                      | Pierre Latour (FRA)               | 11è                      |
| 172                      | Fabien Doubey (FRA)               | 72è                      |
| 173                      | Edvald Boasson Hagen (NOR)        | NP-1                     |
| 174                      | Víctor de la Parte González (ESP) | 21è                      |
| 175                      | Julien Simon (FRA)                | 62è                      |
| 176                      | Anthony Turgis (FRA)              | 84è                      |
| 177                      | Alexis Vuillermoz (FRA)           | DNF-7                    |

| Team DSM DSM | Team DSM DSM                     | Team DSM DSM |
| ------------ | -------------------------------- | ------------ |
| Núm          | Ciclista                         | Pos          |
| 181          | Tiesj Benoot (BEL)               | 15è          |
| 182          | Thymen Arensman (NED)            | 55è          |
| 183          | Romain Combaud (FRA)             | 68è          |
| 184          | Mark Donovan (GBR)               | 48è          |
| 185          | Søren Kragh Andersen (DEN)       | 69è          |
| 186          | Andreas Leknessund (NOR) (crono) | 23è          |
| 187          | Jasha Sütterlin (GER)            | 65è          |

| EF Education-Nippo EFN | EF Education-Nippo EFN    | EF Education-Nippo EFN |
| ---------------------- | ------------------------- | ---------------------- |
| Núm                    | Ciclista                  | Pos                    |
| 191                    | Rigoberto Urán (COL)      | 2n                     |
| 192                    | Stefan Bissegger (SUI)    | 90è                    |
| 193                    | Neilson Powless (USA)     | 14è                    |
| 194                    | Alex Howes (USA)          | 92è                    |
| 195                    | Sebastian Langeveld (NED) | DNF-6                  |
| 196                    | Jonas Rutsch (GER)        | 108è                   |
| 197                    | Thomas Scully (NZL)       | 115è                   |

| Intermarché-Wanty-Gobert Matériaux IWG | Intermarché-Wanty-Gobert Matériaux IWG | Intermarché-Wanty-Gobert Matériaux IWG |
| -------------------------------------- | -------------------------------------- | -------------------------------------- |
| Núm                                    | Ciclista                               | Pos                                    |
| 201                                    | Jan Hirt (CZE)                         | NP-4                                   |
| 202                                    | Maurits Lammertink (NED)               | NP-4                                   |
| 203                                    | Simone Petilli (ITA)                   | NP-4                                   |
| 204                                    | Baptiste Planckaert (BEL)              | NP-4                                   |
| 205                                    | Lorenzo Rota (ITA)                     | NP-4                                   |
| 206                                    | Pieter Vanspeybrouck (BEL)             | NP-4                                   |
| 207                                    | Georg Zimmermann (GER)                 | NP-4                                   |

| Rally Cycling RLY | Rally Cycling RLY       | Rally Cycling RLY |
| ----------------- | ----------------------- | ----------------- |
| Núm               | Ciclista                | Pos               |
| 211               | Benjamin King (USA)     | 77è               |
| 212               | Nickolas Zukowsky (CAN) | 98è               |
| 213               | Rob Britton (CAN)       | 78è               |
| 214               | Gavin Mannion (USA)     | 52è               |
| 215               | Kyle Murphy (USA)       | DNF-8             |
| 216               | Joey Rosskopf (USA)     | 67è               |
| 217               | Matteo Dal-Cin (CAN)    | 122è              |

| Suïssa SUI | Suïssa SUI      | Suïssa SUI |
| ---------- | --------------- | ---------- |
| Núm        | Ciclista        | Pos        |
| 221        | Simon Pellaud   | NP-6       |
| 222        | Kevin Kuhn      | 112è       |
| 223        | Claudio Imhof   | 114è       |
| 224        | Lukas Ruegg     | 102è       |
| 225        | Cyrille Thièry  | 111è       |
| 226        | Joel Suter      | 71è        |
| 227        | Roland Thalmann | 42è        |